# USS Oscar Austin (DDG-79)
USS Oscar Austin (DDG-79) – niszczyciel typu Arleigh Burke w służbie United States Navy. Okręt jest obecnie częścią Grupy uderzeniowej Numer 10 lotniskowca USS Harry S. Truman (CVN-75). Oscar Austin jest nazwany na cześć kaprala Oscara P. Austina, z Korpusu Piechoty Morskiej Stanów Zjednoczonych, który otrzymał Medal Honoru za oddanie życia w obronie rannego kolegi na polu walki w Wietnamie. Jego matka Mildred Austin brała udział w uroczystości wejścia do służby okrętu.

## Historia

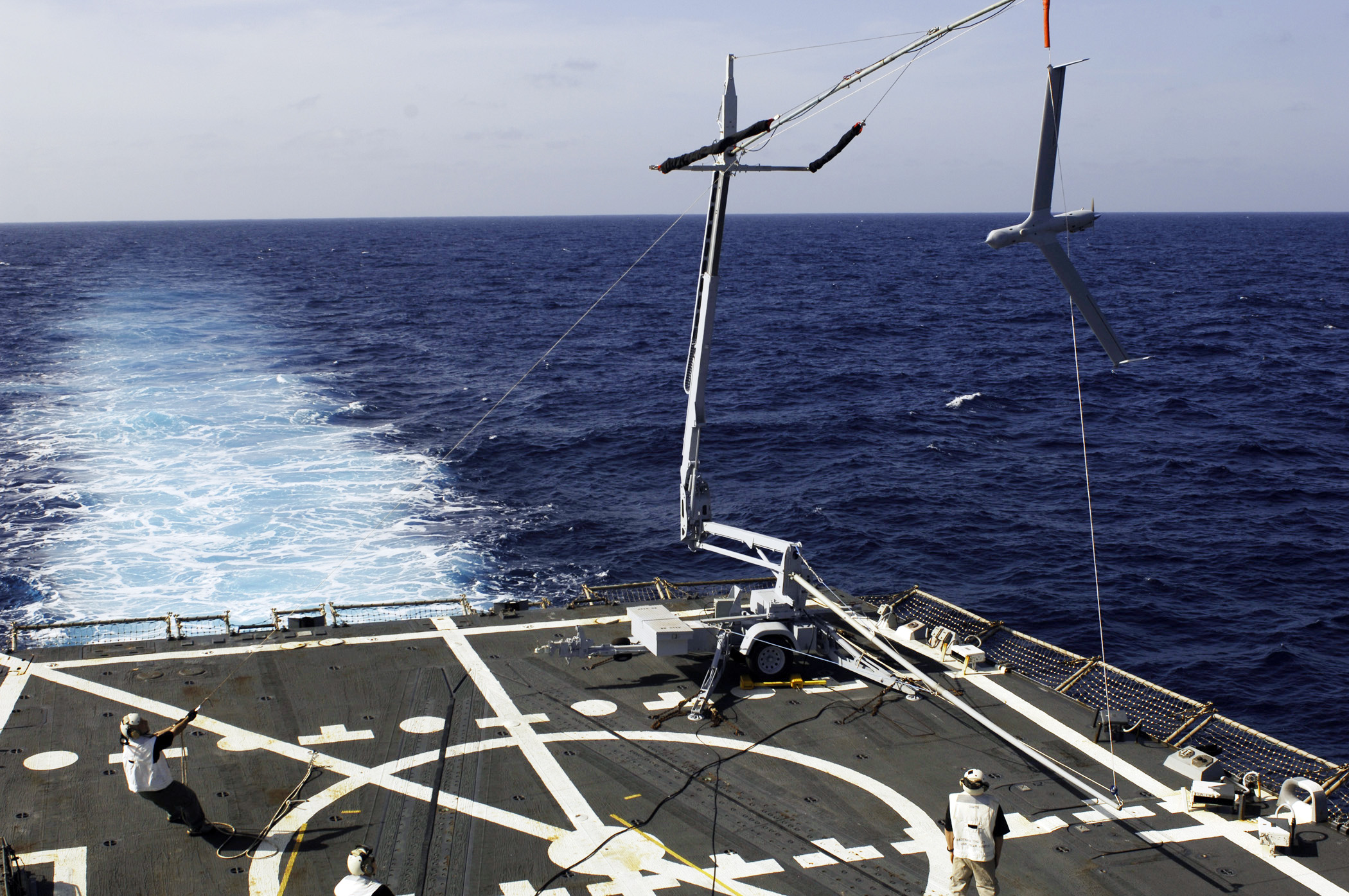
Przechwycenie na morzu bezzałogowego Drona

Pierwsze zadanie bojowe okręt otrzymał pod koniec 2002 roku co zaowocowało jego udziałem w Operacji „Iraqi Freedom”. Następnie we wrześniu 2005 okręt ponownie wziął udział w tej operacji z której powrócił w marcu 2006.
W roku 2007 Oscar Austin był w składzie 26 Eskadry Niszczycieli.
W roku 2008 okręt był pierwszym okrętem wojennym wyposażonym w bezzałogowego Drona Scan Eagle zbudowanego i sterowanego przez firmę Insitu Inc.
W czerwcu 2014 okręt wziął udział w 70. rocznicy lądowania aliantów w Normandii na plaży Utah.
W lipcu 2014 okręt brał udział w ćwiczeniach BALTOPS na Bałtyku i odwiedził kilka portów Bałtyckich min. Gdynię, Tallinn, Kilonię, Kłajpedę, Rygę po czym w czasie powrotu do bazy przeprowadził ćwiczenia człowiek za burtą.

## W fikcji i literaturze
USS Oscar Austin występuje w filmie z 2011 r. pod tytułem „Thunder in the Morning Calm” który powstał na podstawie noweli o tym samym tytule.

## Opis

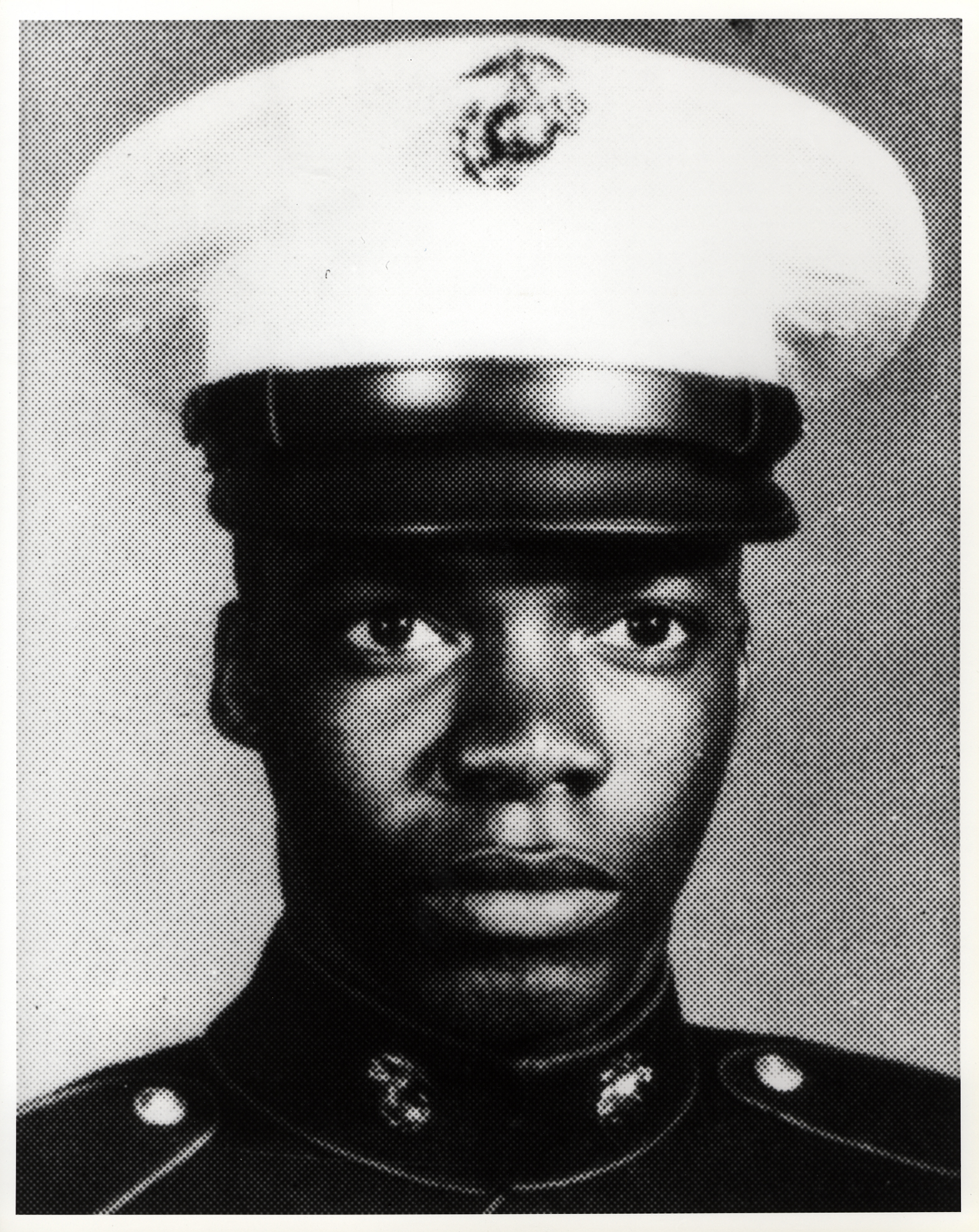
Oscar P. Austin

Konstrukcja okrętu uwzględnia doświadczenia zdobyte przez Royal Navy podczas wojny o Falklandy w 1982. Okręt zaprojektowano z wykorzystaniem morskiego odpowiednika technologii „stealth” które to rozwiązania zwiększają szanse skutecznej obrony przed atakiem przeciwokrętowych pocisków rakietowych. Kadłub wykonano całkowicie ze stali z uwagi na doświadczenia konfliktu falklandzkiego, kiedy to aluminiowa konstrukcja brytyjskich jednostek okazała się nie być odporna na wysokie temperatury podczas pożarów.
USS Oscar Austin jest pierwszym okrętem serii Flight IIA w typie niszczycieli Arleigh Burke. W porównaniu do wcześniejszych okrętów jest o 1.4 m dłuższy, ma o 900 ton większą wyporność i 6 wyrzutni pionowych VLS więcej. Ma również dwa hangary na helikoptery SH-60 Seahawk. Aby zapobiec zakłóceniom radaru przez nadbudówkę rufową tylna część paneli systemu SPY-1D jest umiejscowiona o jeden pokład wyżej.
Oscar Austin jest jednym z dwóch niszczycieli pod typu Flight IIA który używa starszego 5 calowego morskiego działa, innym jest USS Roosevelt (DDG-80). Nie może ono używać niektórych zaawansowanych amunicji które wymagają dłuższego 5 calowego działa które jest zamontowane na USS Winston S. Churchill (DDG-81) i późniejszych okrętach typu Arleigh Burke.
Aby zredukować koszty została zdjęta wyrzutnia rakiet Harpoon.

## Godło okrętu

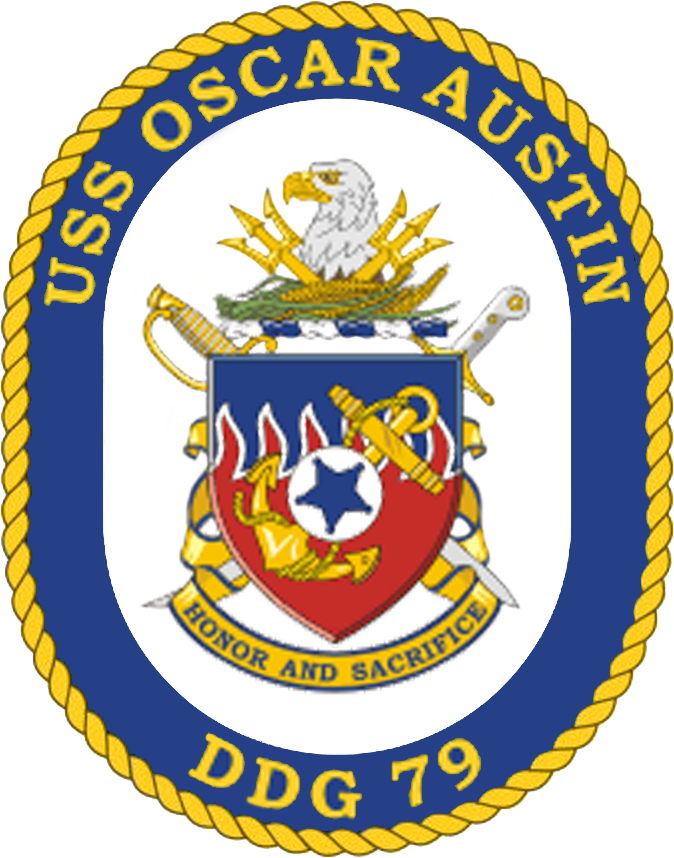
Godło Okrętu

Ciemnoniebieski i złoty kolor są tradycyjnymi kolorami Marynarki. Czerwony jest symbolem męstwa i poświęcenia a biały oznacza integralność i czystość celu. Odwrócona gwiazda jest symbolem Medalu Honoru pośmiertnie nadanemu kapralowi Korpusu Piechoty Morskiej Stanów Zjednoczonych Oscarowi P. Austinowi za jego nadzwyczajne poświęcenie się i heroizm kiedy rzucił się pomiędzy granat a rannego żołnierza Korpusu Piechoty Morskiej w wyniku czego otrzymał śmiertelną ranę.
Kolor biały kuli i niebieski gwiazdy są kolorami Baretki odznaczenia Medalu Honoru. Biała kula i kotwica odnoszą się do pieczęci Korpusu Piechoty Morskiej i reprezentują globalną misję Marynarki. Płomienie nawiązują do terenu pod ogniem nieprzyjaciela na którym kapral Austin oddał swoje życie aby pomóc swoim rannym towarzyszom.
Każdy ząb na trójzębie przedstawia osobne wojenne środowisko: powietrze, nawodne i podwodne. Oba są skrzyżowane aby przedstawić wiele zdolności bojowych okrętu. Łodygi Ryżu przypominają Wietnam gdzie kapral Austin służył, orzeł jest narodowym symbolem USA i symbolizuje wolność i zasady dla których oddał swoje życie.
Skrzyżowane miecze Marynarki i Korpusu Piechoty Morskiej reprezentują współpracę i siłę. Miecz Korpusu Piechoty Morskiej upamiętnia służbę kaprala Austina w tej jednostce jako żołnierza którego odwaga i galanteria w obliczu pewnej śmierci stała się przykładem najwyższych standardów w Korpusie Piechoty Morskiej i Marynarce Wojennej Stanów Zjednoczonych.